# Кей Торп
Кей Торп (на английски: Kay Thorpe) е плодовита английска писателка на произведения в жанра любовен роман.

## Биография и творчество
Кей Торп е родена през 1935 г. в Шефилд, Южен Йоркшир, Англия. От малка е запален читател. След завършване на училище работи на най-различни работни места, вкл. медицинска сестра на зъболекар.
През 1960 г. се омъжва за съпруга си Джони, с когото имат един син – Джон. След раждането, в средата на 60-те, започва да пише, след като прави проучвания в библиотеката и сред читателите какво се харесва и търси от тях.
Първият ѝ любовен роман „The Last of the Mallorys“ е публикуван през 1968 г. Оттогава е авторка на общо 78 романа.
Заедно с писателки като Шарлот Лам тя е сред писателките променили романтичния жанр. Една от първите писателки изследващи границите на сексуалното желание, в тенденциите на „сексуалната революция“ през 70-те години, и в създаването на модерната романтична героиня: независима, несъвършена и напълно способна да постави сама началото на сексуална или романтична връзка.
Кей Торп живее със семейството си в Честърфийлд, Дарбишър.

## Произведения

### Самостоятелни романи
- The Last of the Mallorys (1968)
- Devon Interlude (1968)
- Opportune Marriage (1969)
- Rising Star (1969)
- Curtain Call (1971)
- Man in a Box (1972)
- Olive Island (1972)
- Not Wanted on Voyage (1972)
- Sawdust Season (1972)
- Remember This Stranger (1973)
- An Apple in Eden (1973)
- The Man at Kambala (1973)
- The Iron Man (1974)
- Sugar Cane Harvest (1975)
- The Shifting Sands (1975)
- The Royal Affair (1976)
- Caribbean Encounter (1976)
- Safari South (1976)
- The River Lord (1977)
- Storm Passage (1977)
- Lord of La Pampa (1977)
- Timber Boss (1978)
- The Wilderness Trail (1978)
- Full Circle (1978)
- Bitter Alliance (1978)
- The Man from Tripoli (1979)
- This Side of Paradise (1979)
- The Dividing Line (1979)
- Chance Meeting (1980)
- No Passing Fancy (1980)
- Copper Lake (1981)
- Temporary Marriage (1981)
- Floodtide (1981)
- The New Owner (1982)
- A Man of Means (1982)
- Master of Morley (1983)
- The Land of the Incas (1983)
- Never Trust a Stranger (1983)
- The Inheritance (1984)
- No Gentle Persuasion (1985)
- Double Deception (1985)
- No Gentleman Persuasion (1985)
- South Seas Affair (1985)
- Dangerous Moonlight (1985)
- Win or Lose (1986)
- Jungle Island (1986)
- Time Out of Mind (1987)
- Land of Illusion (1988)
- Tokyo Tryst (1988)
- Skin Deep (1989)
Фиктивен брак, изд.: „Арлекин България“, София (1994), прев. Ирина Симеонова
- Steel Tiger (1989)
- Intimate Deception (1990)
- Against All Odds (1990)
- Night of Error (1990)
- Trouble on Tour (1991)
- Lasting Legacy (1991)
- Wild Streak (1991)
- Left in Trust (1992)
- Past All Reason (1992)
Напразни терзания, „Арлекин България“, София (1994), прев. Борис Дамянов
- The Spanish Connection (1993)
- Worlds Apart (1994)
- Trial in the Sun (1994)
- The Wedding Deception (1995)
- All Male (1997)
- Contract Wife (1998)
- Virgin Mistress (1999)
- A Reckless Attraction (2000)
- Bride on Demand (2000)
- Mother and Mistress (2003)

### Участие в общи серии с други писатели

#### Серия „Пощенска картичка от Европа“ (Postcards from Europe)
- The Alpha Man (1992)

от серията има още 11 романа от различни автори

#### Серия „Скандалите!“ (Scandals!)
- The Rancher's Mistress (1997)

от серията има още 5 романа от различни автори

#### Серия „Островни романси“ (Island Romances)
- The Thirty-Day Seduction (1998)

от серията има още 2 романа от различни автори

#### Серия „Любовен материал“ (Mistress Material)
- A Mistress Worth Marrying (2000)

от серията има още 5 романа от различни автори

#### Серия „Италиански съпрузи“ (Italian Husbands)
- The Italian Match (2001)

от серията има още 31 романа от различни автори

#### Серия „Ангажиране по поръчка“ (Engagement of Convenience)
- Mistress to a Bachelor (2002)

от серията има още 4 романа от различни автори

#### Серия „Венчани!“ (Wedlocked!)
- The Billion-Dollar Bride (2004)

от серията има още 57 романа от различни автори

#### Серия „Латински любовници“ (Latin Lovers)
- The South American's Wife (2004)

от серията има още 23 романа от различни автори

#### Серия „Преспиване чрез изнудване“ (Bedded By Blackmail)
- Bought by a Billionaire (2005)

от серията има още 22 романа от различни автори

### Сборници
- Latin Lovers (2006) – с Ан Мадър и Мишел Рийд
- The Innocence Collection (2007) – с Пени Джордан и Карол Мортимър
- A Bundle of Brides (2007) – с Хелън Бианчин и Сюзън Стивънс
- To Claim His Mistress (2008) – със Сара Крейвън и Алисън Фрейзър
- Bargaining with the Billionaire (2009) – с Али Блейк и Робин Доналд
- Taken for Revenge (2009) – с Шарън Кендрик и Лий Уилкинсън
- From Mistresses to Wives? (2010) – със Сюзън Нейпиър и Лий Уилкинсън